# Municipio de Cheyenne (condado de Lane)
El municipio de Cheyenne (en inglés: Cheyenne Township) es un municipio ubicado en el condado de Lane en el estado estadounidense de Kansas. En el año 2010 tenía una población de 314 habitantes y una densidad poblacional de 1,28 personas por km².

## Geografía
El municipio de Cheyenne se encuentra ubicado en las coordenadas 38°36′47″N 100°36′53″O / 38.61306, -100.61472. Según la Oficina del Censo de los Estados Unidos, el municipio tiene una superficie total de 244.82 km², de la cual 244,82 km² corresponden a tierra firme y (0 %) 0 km² es agua.

## Demografía
Según el censo de 2010, había 314 personas residiendo en el municipio de Cheyenne. La densidad de población era de 1,28 hab./km². De los 314 habitantes, el municipio de Cheyenne estaba compuesto por el 91,4 % blancos, el 0,64 % eran afroamericanos, el 1,59 % eran amerindios, el 6,37 % eran de otras razas. Del total de la población el 11,46 % eran hispanos o latinos de cualquier raza.